# Eupterote liquidambaris
Eupterote liquidambaris is een vlinder uit de familie van de Eupterotidae. De wetenschappelijke naam van de soort is voor het eerst geldig gepubliceerd in 1930 door Mell.